# اکسلرون
اکسلرون ذره زیراتمی فرضی است که گمان میرود باعث ارتباط میان جرم نوترینوها و انرژی تاریک می شود. گمان می رود که این ذره باعث شتاب گرفتن پدیده انبساط جهان بشود.